# Oligonyx insularis
Oligonyx insularis es una especie de mantis de la familia Thespidae.

## Distribución geográfica
Se encuentra en Dominica, Guadalupe y Martinica.